# Yucca aloifolia
Yucca aloifolia, plantă originară din regiunile sudice ale Statelor Unite, Mexic și vestul Indiei prezintă frunze dese, cu marginile fin dințate dispuse în rozetă la extremitatea tulpinilor. Trunchiul crește până la 0,9-1,2 m înălțime și uneori formează la bază rozete noi. Dacă a fost plantată în grădini sau parcuri, această plantă înflorește în luna august (în România).

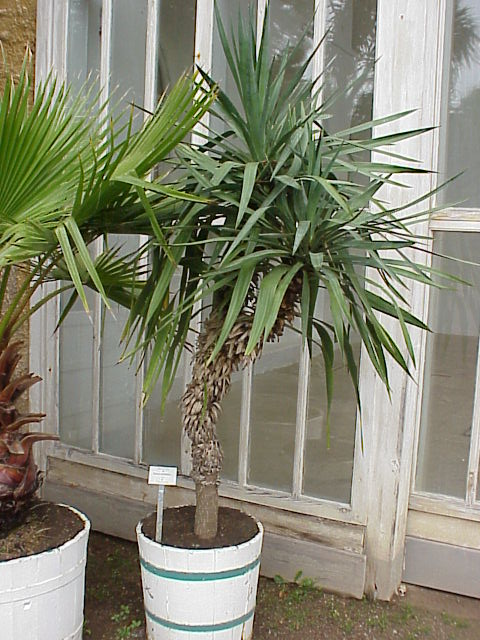

## Caracteristici
- frunze - dese, zimțate pe margini, de culoare verde-cenușiu
- flori - ca niște clopoței cu cozi cărnoase, de culoare alb-crem, parfumate delicat.